# Cauda (Wolke)
Cauda ist eine im Internationalen Wolkenatlas beschriebene Begleitwolke der Superzelle des Cumulonimbus. Dabei handelt es sich um eine horizontale, schwanzförmige Verlängerung der Superzelle, die mit der Mauerwolke zusammenhängt.